# Reformatio Sigismundi
In Zusammenhang mit den Bemühungen um eine Reform des Heiligen Römischen Reiches in der Regierungszeit Kaiser Sigismunds (1411–1437) entstand zwei Jahre nach dessen Tod, verfasst von einem anonym gebliebenen Autor, 1439 auf dem Konzil von Basel die Schrift Reformatio Sigismundi, die sich daher zu Unrecht auf den deutschen Herrscher berief.
Die Reformatio wurde auf Deutsch verfasst und wahrscheinlich dadurch zur am weitesten verbreiteten Reformschrift ihrer Zeit. Der Text wurde 1476 erstmals gedruckt und erlebte bis 1522 sieben Neuauflagen. Auch ist er zum Teil im 15. Jahrhundert gar wie ein Reichsgesetz behandelt worden. Die Reformatio steht am Anfang einer Entwicklung, die verfassungsrechtliche und politische Grundsätze nicht mehr nur auf Latein, sondern auch auf Deutsch formulierte.
Inhaltlich unterscheidet sich die Reformatio kaum von den anderen politischen Reformtexten aus der Zeit Sigismunds. Sie unterbreitet Vorschläge zur Kirchen- und Reichsreform und tut dies teils unter praktischen, teils unter realitätsfernen Gesichtspunkten. Die Schrift beinhaltet eine Sakramentenlehre und spricht sich für Priesterehe und Säkularisation von Kirchengut aus. Zudem enthält sie eine angebliche Vision Kaiser Sigismunds über das Auftreten eines Priesterkönigs Friedrichs und Pläne für eine weltliche Reform von Königtum (bzw. Kaisertum) und (deutschem) Reich.